# Мажибрадич, Марин
Марин Мажибрадич по прозванью Шуляга (хорв. Maroje Šuljaga Mažibradić; 1530, Дубровник — 1591) — хорватский поэт.
Мелкие лирические стихотворения и послания Мажибрадича оставались неизданными, пока Динко Раньина не поместил одно из его стихотворений в сборнике «Pjesni razlike» (Флоренция, 1563). Динко высоко ценил поэтический талант Мажибрадича и посвятил ему многие свои стихотворения. Сам Мажибрадич был последователем Ветрановича и Димитрича по стилю и стиху. На смерть Мажибрадича была написана элегия поэтом Динко Златаричем.